# 五百罗汉
五百罗汉，罗汉，意即阿罗汉、应真，是梵文Arhat的音译。原指小乘佛教修行者所能达到的最高成就果位，已经达到了断尽生死烦恼的“无余涅般”的至境，后来泛指和尚修得“阿罗汉果”果位的人。五百罗汉是从十六罗汉、十八罗汉发展壮大演变而来，逐渐形成汉传佛教五百罗汉的信仰传统。

## 历史
一般五百罗汉的来源有六种说法：
- 跟随释迦牟尼说法传道的弟子。《十诵律》卷四：释迦牟尼在世时，有随他听法传道的五百弟子，被称为“五百罗汉”。[3]
- 参加第一次结集三藏或第四次结集三藏的五百比丘。《佛五百弟子自说本起经》记载：佛祖灭度次年，迦叶召集五百比丘，汇编释迦牟尼遗留的著作，参加这一次结集的五百比丘即是五百罗汉。[3]
- 五百只大雁所化。《经律异相》卷四十八说：佛祖在波罗捺国为四众说法时，五百只大雁听到佛祖的声音便飞到佛祖面前，听佛讲法，死后全部升入仍利天，成为五百罗汉。[3]
- 五百只蝙蝠，唐玄奘《大唐西域记》：五百只蝙蝠因专心听诵经之声而不避火灼，死后托生为人，普证圣果，全部成为罗汉。[3]
- 五百仙人成罗汉。《智度论》说：有五百仙人因听音乐天紧那罗女的歌声而失禅定，后终于成证罗汉果，这五百仙人就是后来的五百罗汉。
- 五百强盗成罗汉。据说有被官军挖去双眼的五百强盗因释迦牟尼发慈悲而恢复视力，遂感佛祖之思，皈依佛门，终成正果，成为五百罗汉。

## 沿革

### 中国大陆
五百罗汉最初出现于中国大陆是在东晋兴宁（363年—365年）年间“应化显现”于中国天台山石梁飞瀑，敦煌高僧昙猷梦见五百罗汉流连忘返于八峰双涧之间。《天台山志》引五百应真居方广寺感应异记云：“永嘉长史全亿，画半千罗汉形像。”五代时，五百罗汉的尊崇尤其兴盛。吴越王钱氏造五百尊罗汉铜像于天台山方广寺。显德元年（954年），道潜禅师得吴越钱忠懿王的允许，迁雷峰塔下的十六大士像于净慈寺，创建五百罗汉堂。宋太宗雍熙二年（985年）造罗汉像五百十六身，十六罗汉和五百罗汉一起，奉安于天台山寿昌寺。
四川成都新都县宝光寺，初建於唐，明代焚毀然存，清康熙後重建于1851年(清咸丰元年)，寺里五百罗汉，每尊高约2米，全身鎏金，有中国的“帝王罗汉”——康熙和乾隆。康熙游镇江金山寺时，曾写过‘朕本西方一衲子，然何落到帝王家”的诗句。他和乾隆手下的御用文人，说他俩在前世“积善好德”、“专心修行”，取得了小乘佛教修行的最高果位，受如来的派遣，来人间当皇帝，是罗汉投胎转世。这样康熙被塑成第295尊的“阇夜多尊者”，乾隆被塑成第360尊的“宜福德尊者”。

### 日本
宋朝时，日本的高僧来华，“欲往天台山烧香供养罗汉一回。”日本高僧在罗汉像前“罗汉供茶”。将五百罗汉信仰带回了江户时期的日本，并且逐渐扩散到全日本。

## 五百罗汉名称
根据明朝吴彬《五百罗汉图卷》，以及后来的西园寺、宝光寺、七塔寺、筇竹寺等多数寺庙的说法。“五百罗汉”一般指：
- 阿若憍陈如尊者
- 阿泥楼尊者
- 有贤无垢尊者
- 须跋陀罗尊者
- 迦留陀夷尊者
- 闻声得果尊者
- 檀藏王尊者
- 施幢无垢尊者
- 惨梵钵提尊者
- 因陀得慧尊者
- 迦那行那尊者
- 婆苏槃豆尊者
- 法界四乐尊者
- 优楼频螺尊者
- 佛陀密多尊者
- 那提迦叶尊者
- 那延罗目尊者
- 佛陀难提尊者
- 末田底迦尊者
- 难陀多化尊者
- 优波毱多尊者
- 僧迦耶金尊者
- 教说常住尊者
- 商那和修尊者
- 达摩波罗尊者
- 伽耶伽叶尊者
- 定果德业尊者
- 庄妙无忧尊者
- 亿持因缘尊者
- 迦那提婆尊者
- 破邪神通尊者
- 坚持三字尊者
- 阿㝹樓駄尊者
- 坞摩罗多尊者
- 毒龙皈依尊者
- 同声稽首尊者
- 毗罗胝子尊者
- 伐苏蜜多尊者
- 闍提首那尊者
- 僧法耶舍尊者
- 悲察世间尊者
- 献华提记尊者
- 眼光定力尊者
- 伽耶舍那尊者
- 莎底芯刍尊者
- 波闍提婆尊者
- 解空无垢尊者
- 伏陁蜜多尊者
- 富那夜含尊者
- 伽耶天眼尊者
- 不著世间尊者
- 解空第一尊者
- 罗度无尽尊者
- 金刚破魔尊者
- 愿护世间尊者
- 无忧禅定尊者
- 无作慧善尊者
- 拾劫慧善尊者
- 檀德香尊者
- 金山觉意尊者
- 无业宿尽尊者
- 摩诃刹利尊者
- 无量本行尊者
- 一念解空尊者
- 观身天常尊者
- 干劫悲愿尊者
- 瞿罗含尊者
- 解空定空尊者
- 成就因缘尊者
- 坚通精进尊者
- 萨陀波仑尊者
- 乾陀河利尊者
- 解空自在尊者
- 摩诃注尊者
- 见人飞腾尊者
- 不空不有尊者
- 周利盘特尊者
- 霍沙比丘尊者
- 师子比丘尊者
- 修行不觉尊者
- 毕陵伽蹉尊者
- 摩利不动尊者
- 三昧甘露尊者
- 解空无名尊者
- 七佛难提尊者
- 金刚精进尊者
- 方便法藏尊者
- 观行月轮尊者
- 阿那提尊者
- 拂尘三昧尊者
- 摩诃俱郗尊者
- 辟支转智尊者
- 山顶龙众尊者
- 罗网思维尊者
- 劫宾覆藏尊者
- 神通亿具尊者
- 具寿提尊者
- 法王菩提尊者
- 法藏永劫尊者
- 善注尊者
- 除忧尊者
- 大忍尊者
- 无忧自在尊者
- 妙惧尊者
- 严土尊者
- 金髻尊者
- 雷德尊者
- 雷音尊者
- 香象尊者
- 马头尊者
- 明首尊者
- 金首尊者
- 敬首尊者
- 众首尊者
- 辨德尊者
- 羼提尊者
- 培达尊者
- 法灯尊者
- 离垢尊者
- 境界尊者
- 马胜尊者
- 天王尊者
- 无胜尊者
- 自净尊者
- 不动尊者
- 休息尊者
- 调达尊者
- 普光尊者
- 智积尊者
- 宝幢尊者
- 善慧尊者
- 善眼尊者
- 勇宝尊者
- 宝见尊者
- 慧积尊者
- 慧持尊者
- 宝胜尊者
- 道仙尊者
- 帝网尊者
- 明罗尊者
- 宝光尊者
- 善调尊者
- 奋迅尊者
- 修道尊者
- 大相尊者
- 善住尊者
- 持世尊者
- 光英尊者
- 权教尊者
- 善思尊者
- 法眼尊者
- 梵胜尊者
- 光曜尊者
- 直意尊者
- 摩帝尊者
- 慧宽尊者
- 无胜尊者
- 具摩尊者
- 欢喜尊者
- 游戏尊者
- 道世尊者
- 明照尊者
- 普等尊者
- 慧作尊者
- 助欢尊者
- 难胜尊者
- 善德尊者
- 宝涯尊者
- 观身尊者
- 华王尊者
- 德首尊者
- 善见尊者
- 喜宿尊者
- 善意尊者
- 爱光尊者
- 花光尊者
- 善见尊者
- 善根尊者
- 德顶尊者
- 妙臂尊者
- 龙猛尊者
- 弗沙尊者
- 德光尊者
- 散结尊者
- 净正尊者
- 善观尊者
- 大力尊者
- 电光尊者
- 宝杖尊者
- 善星尊者
- 罗旬尊者
- 慈地尊者
- 庆友尊者
- 世友尊者
- 满宿尊者
- 阐陀尊者
- 月净尊者
- 大天尊者
- 净藏尊者
- 净眼尊者
- 波罗蜜尊者
- 俱冉舍尊者
- 三昧声尊者
- 菩萨声尊者
- 吉祥咒尊者
- 钵多罗尊者
- 无边身尊者
- 贤劫首尊者
- 金刚昧尊者
- 乘味尊者
- 婆私吁尊者
- 心平等尊者
- 不可比尊者
- 东覆藏尊者
- 火焰身尊者
- 颇罗堕尊者
- 断烦恼尊者
- 薄俱罗尊者
- 利婆多尊者
- 护妙法尊者
- 最胜意尊者
- 须弥灯尊者
- 没特伽尊者
- 弥沙塞尊者
- 善圆满尊者
- 波头摩尊者
- 智慧灯尊者
- 栴檀藏尊者
- 迦难留尊者
- 香焰幢尊者
- 阿湿卑尊者
- 摩尼宝尊者
- 福德首尊者
- 利婆弥尊者
- 含遮独尊者
- 断业尊者
- 欢喜智尊者
- 乾陀落尊者
- 菏伽陀尊者
- 须弥望尊者
- 持善法尊者
- 提多迎尊者
- 水潮声尊者
- 智慧海尊者
- 众具德尊者
- 不思议尊者
- 弥遮仙尊者
- 尼驮伽尊者
- 首正念尊者
- 净菩提尊者
- 梵音天尊者
- 因地果尊者
- 觉性解尊者
- 精进山尊者
- 无量光尊者
- 不动意尊者
- 修善业尊者
- 阿逸多尊者
- 孙陀罗尊者
- 圣峰慧尊者
- 曼殊行尊者
- 阿利多尊者
- 法轮山尊者
- 众和合尊者
- 法无住尊者
- 天鼓声尊者
- 如意轮尊者
- 首火焰尊者
- 无比校尊者
- 多伽楼尊者
- 利婆多尊者
- 普贤行尊者
- 持三昧尊者
- 威德声尊者
- 利婆多尊者
- 名无尽尊者
- 阿邮悉尊者
- 普胜山尊者
- 辨才王尊者
- 行化国尊者
- 声龙种尊者
- 誓南山尊者
- 富伽耶尊者
- 行传法尊者
- 香舍手尊者
- 摩擎罗尊者
- 藏律行尊者
- 慧依王尊者
- 降魔军尊者
- 首焰光尊者
- 持大医尊者
- 藏律行尊者
- 德自在尊者
- 伏龙王尊者
- 闍夜多尊者
- 秦摩利尊者
- 义法胜尊者
- 施婆罗尊者
- 护妙法尊者
- 王位道尊者
- 无垢行尊者
- 阿婆罗尊者
- 声皈依尊者
- 禅定果尊者
- 不退法尊者
- 僧伽耶尊者
- 达摩真尊者
- 持善法尊者
- 受胜果尊者
- 心胜修尊者
- 会法藏尊者
- 常欢喜尊者
- 威仪多尊者
- 头陀僧尊者
- 议洗肠尊者
- 德净悟尊者
- 无垢藏尊者
- 降伏魔尊者
- 阿僧伽尊者
- 金富乐尊者
- 顿悟尊者
- 周陀姿尊者
- 住世间尊者
- 灯导首尊者
- 甘露法尊者
- 自在王尊者
- 须达那尊者
- 超法雨尊者
- 德妙法尊者
- 士应真尊者
- 坚固心尊者
- 声响应尊者
- 应赴供尊者
- 尘劫空尊者
- 光明灯尊者
- 执宝炬尊者
- 功德相尊者
- 忍生心尊者
- 阿氏多尊者
- 白香象尊者
- 识自生尊者
- 赞叹愿尊者
- 定拂罗尊者
- 声引众尊者
- 离净语尊者
- 鸠舍尊尊者
- 郁多罗尊者
- 福业除尊者
- 罗余习尊者
- 大药尊尊者
- 胜解空尊者
- 修无德尊者
- 喜无著尊者
- 月盖尊尊者
- 栴檀罗尊者
- 心定论尊者
- 庵罗满尊者
- 顶生尊尊者
- 萨和坛尊者
- 直福德尊者
- 须邮刹尊者
- 喜见尊尊者
- 韦蓝王尊者
- 提婆长尊者
- 成大利尊者
- 法首尊者
- 苏频陀尊者
- 众德首尊者
- 金刚藏尊者
- 瞿伽梨尊者
- 日照明尊者
- 无垢藏尊者
- 除疑网尊者
- 无量明尊者
- 除众忧尊者
- 无垢德尊者
- 光明纲尊者
- 善修行尊者
- 坐清凉尊者
- 无忧眼尊者
- 去盖障尊者
- 自明尊尊者
- 和论调尊者
- 净除垢尊者
- 去诸业尊者
- 慈仁尊尊者
- 无尽慈尊者
- 讽陀怒尊者
- 那罗达尊者
- 行愿持尊者
- 天眼尊尊者
- 无尽智尊者
- 遍具足尊者
- 宝盖尊尊者
- 神通化尊者
- 思善识尊者
- 喜信静尊者
- 摩诃南尊者
- 无量光尊者
- 金光慧尊者
- 伏龙施尊者
- 幻光空尊者
- 金刚明尊者
- 莲花净尊者
- 拘冉意尊者
- 贤首尊尊者
- 利亘罗尊者
- 调定藏尊者
- 无垢称尊者
- 天音声尊者
- 大威光尊者
- 自在主尊者
- 明世界尊者
- 最上尊尊者
- 金刚尊尊者
- 蠲慢意尊者
- 量无比尊者
- 超绝伦尊者
- 月菩提尊者
- 持世界尊者
- 定花至尊音
- 无边身尊者
- 最胜幢尊者
- 弃恶法尊者
- 无碍行尊者
- 普庄严尊者
- 无尽慈尊者
- 常悲憨尊者
- 大尘障尊者
- 光焰明尊者
- 智眼明尊者
- 坚固行尊者
- 澍云雨尊者
- 不动罗尊者
- 普光明尊者
- 心观净尊者
- 那罗德尊者
- 师子尊尊者
- 法上尊尊者
- 精进辨尊者
- 乐说果尊者
- 观无边尊者
- 师子翻尊者
- 破邪见尊者
- 无忧德尊者
- 行无边尊者
- 慧金刚尊者
- 义成就尊者
- 善住义尊者
- 信澄尊者
- 行敬端尊者
- 德普洽尊者
- 师子作尊者
- 行忍慈尊者
- 无相空尊者
- 勇精进尊者
- 胜清净尊者
- 有性空尊者
- 净那罗尊者
- 法自在尊者
- 师子颊尊者
- 大贤光尊者
- 光普观尊者
- 音调敏尊者
- 师子臆尊者
- 坏魔军尊者
- 分别身尊者
- 净解脱尊者
- 质直行尊者
- 智仁慈尊者
- 具是仪尊者
- 如意杂尊者
- 大炽妙尊者
- 劫宾那尊者
- 普焰光尊者
- 高逸行尊者
- 得佛智尊者
- 寂静行尊者
- 悟真常尊者
- 破冤贼尊者
- 灭恶趣尊者
- 性海通尊者
- 法通尊者
- 悯不息尊者
- 摄众心尊者
- 导大众尊者
- 常陷行尊者
- 菩萨慈尊者
- 拔众苦尊者
- 寻声应尊者
- 数劫定尊者
- 注法水尊者
- 得定通尊者
- 慧广增尊者
- 六根尽尊者
- 拔度罗尊者
- 思萨捶尊者
- 注荼迦尊者
- 钵利罗尊者
- 愿事众尊者

## 相关画家
- ［五代·后梁］朱繇
- ［北宋］李公麟
- ［南宋］刘松亭

## 相关閱讀
- 五百結集